# Stendell
Stendell ist seit dem 31. Dezember 2002 ein Ortsteil der Stadt Schwedt/Oder und liegt im Landkreis Uckermark in Brandenburg.

## Geografie
Stendell liegt im Nordosten des Landkreises Uckermark, am Rande des Nationalparks Unteres Odertal. Dicht an Stendell vorbei fließt die Welse, ein Nebenfluss der Oder.
Stendell liegt in der Nähe der Bahnstrecke Angermünde–Tantow–Szczecin. Die nächstgelegenen Bahnhöfe mit RB-Bedienung sind Passow und Schönow. Nach dem Ort Stendell ist ein Übergabebahnhof des PCK Schwedt benannt, der Güterbahnhof Stendell, von dem die Kesselwagenzüge über eine Zweigbahn ins Netz der Deutschen Bahn übergehen.

## Geschichte

### Frühe Geschichte
Das Dorf Stendell ist erstmals 1318 als „Nyen Stendal“ erwähnt. Sein Name scheint von der Stadt Stendal in der Altmark übertragen worden zu sein, woher die Siedler im 12. Jahrhundert kamen. Es liegt auf einer sandigen Talinsel und ist ringsum von Bruchwiesen umgeben. Die Lage des Ortes war günstig für einen Übergang durch das Welsebruch zwischen den nördlich und südlich sich hinziehenden Höhenzügen. In beiden Richtungen ist dieser Pass im frühen Mittelalter benutzt worden, wie aus geschichtlichen Überlieferungen hervorgeht. So wird gemeldet, dass hier 1303 eine Schlacht zwischen Brandenburgern und Pommern stattfand. Man vermutete deshalb, dass an dieser Stelle ein frühmittelalterliches deutsches befestigtes Schloss oder eine Burg zur Sicherung des Bruchweges bestand. In dem Band Die Kunstdenkmäler des Kreises Angermünde von 1934 ist unter Stendell vermerkt, dass noch im Jahr 1712 Wälle und Schanzen zu sehen gewesen sein sollen.
Mitten im Ort, im ehemaligen Gutspark, liegt halbkreisförmig angeordnet ein Erdwall mit davorliegendem Graben. Bei einer eingehenden Begehung stellte sich heraus, dass hier ehemals eine Kreisfläche von 150 bis 180 Metern Durchmesser mit Wall und Graben umgeben war. Von der ursprünglichen Gesamtanlage ist nur noch etwa die Hälfte zu erkennen. Ein Teil zeichnet sich jedoch in den Gärten der anliegenden Gehöfte ab, andere Stücke sind durch Beackerung fast eingeebnet. Da die Anlage bei ihrem Aufbau von sumpfigen Wiesen umgeben war, lag sie während des größten Teiles des Jahres geschützt. Von ihr aus konnte der Welseübergang gut überwacht werden.
Außer der umwallten Anlage konnte aber noch mehr festgestellt werden. Im aufgegrabenen und aufgepflügten Boden innerhalb und außerhalb wurden Scherben von Tongefäßen gefunden. Die Art der Fundstücke, ihre Formen und Verzierungen verraten, dass es eine Anlage der damals hier lebenden Slawen war, die etwa im 9. bis 10. Jahrhundert errichtet und bis zur Gründung des deutschen Dorfes im 12. Jahrhundert bewohnt wurde. Es ist eine Niederungsburg von einem Ausmaß, wie sie sonst in der Region noch nicht festgestellt wurde. Im großen Innenraum lag wahrscheinlich eine dörfliche Siedlung, zu der irgendwo ein Zugang durch Wall und Graben ging. Der jetzt noch bis 10 Meter breite Wall ist aus dem Boden des davorliegenden Grabens aufgeschüttet worden. Es ist anzunehmen, dass die Umwehrung wie bei gleichzeitigen ähnlichen Burgen festungsähnlich ausgebildet war. Vielleicht werden spätere wissenschaftliche Untersuchungen Genaueres über den Aufbau und die Nutzung dieses frühgeschichtlichen Burgwalles ergeben. Wenn früher hier eine deutsche Burg vermutet wurde, so zeigt der Burgwall, dass schon lange bevor der Ort Stendell von Deutschen angelegt wurde, eine slawische Siedlung bestand. Falls eine deutsche Burg die Sicherung des Welseüberganges später übernommen haben sollte, müsste sie außerhalb des slawischen Walles gestanden haben. Das spätere – bis 1945 vorhandene – Herrenhaus, wie auch die bäuerlichen Wirtschaften längs der um den Burgwall sich herumkrümmenden Dorfstraße, liegen außerhalb des eingewallten Gebietes.
Um 1250 wurde die Stendeller Kirche erbaut. Auch sie befindet sich am zentralen Platz in der Gemeinde, gegenüber der Wallanlage. Etwa um 1608 wurde sie erstmals renoviert, danach noch einmal im Jahre 1704. Zu Zeiten der Feudalherrschaft waren 1527 in Stendell 20 Bauern ansässig, die dem Rittergut gegenüber abgabepflichtig waren und Frondienste leisten mussten. Im Dreißigjährigen Krieg verödete das Dorf durch Pest und Brände fast völlig. 1652 waren nur noch drei Bauernwirtschaften vorhanden und 1687 gab es noch 15 wüste Bauernstellen und 11 wüste Kossätenstellen. Die Hälfte der Höfe wurde nicht wieder besetzt, das dazugehörige Land wurde größtenteils dem Rittergut zugeschlagen.

### Seit dem Dreißigjährigen Krieg
Allmählich kehrte in Stendell jedoch wieder Leben ein. Aus dem Revisionsbuch der Stadt Schwedt geht hervor, dass der Stendeller „Krug“ bereits 1787 wieder geöffnet war, da die Schwedter Brauer ihn mit Bier versorgten. 1805 zählte man in Stendell neben dem Rittergut schon wieder elf Ganzbauern, elf Büdner (Kleinbauern) und elf Anlieger (dies waren zumeist Handwerker). Zum Dorf gehörte das Zollhaus, eine Försterei und ein Teerofen. Zum Rittergut gehörten eine Ziegelei, eine Schnapsbrennerei und das Vorwerk Herrenhof, das im 18. Jahrhundert angelegt wurde.

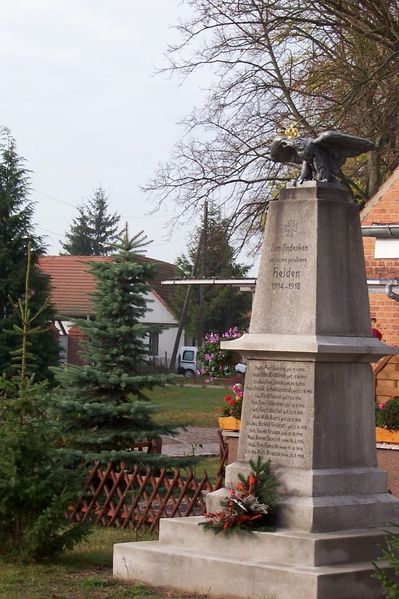
Denkmal zu Ehren der Toten des Ersten Weltkriegs

Eine durchgreifende Veränderung erfuhr die Stendeller Kirche im Jahre 1876. Zu diesem Zeitpunkt entstanden auch die Apsis aus Backstein am Ostschluss der Kirche mit drei Spitzbogenfenstern und der Backsteinturm. Der quadratische Turmaufsatz ist holzverbrettert und wurde mit einer ebenfalls mit Holz verkleideten achteckigen Laterne versehen. Darauf folgt eine verschieferte Spitze. Die noch heute vorhandene Bronzeglocke ist ohne Inschrift, sie stammt wahrscheinlich noch aus dem 14. Jahrhundert. Die ehemals vorhandene zweite Glocke ist verlorengegangen. Der zum Teil noch im Original erhaltene Dachstuhl aus Kiefernholz stammt noch aus dem 13. Jahrhundert, während die Innenausstattung komplett aus dem Jahre 1876 stammt. Sehr gut erhalten sind die Bleiglasfenster in der Apsis sowie ein zweiteiliger Taufstein.

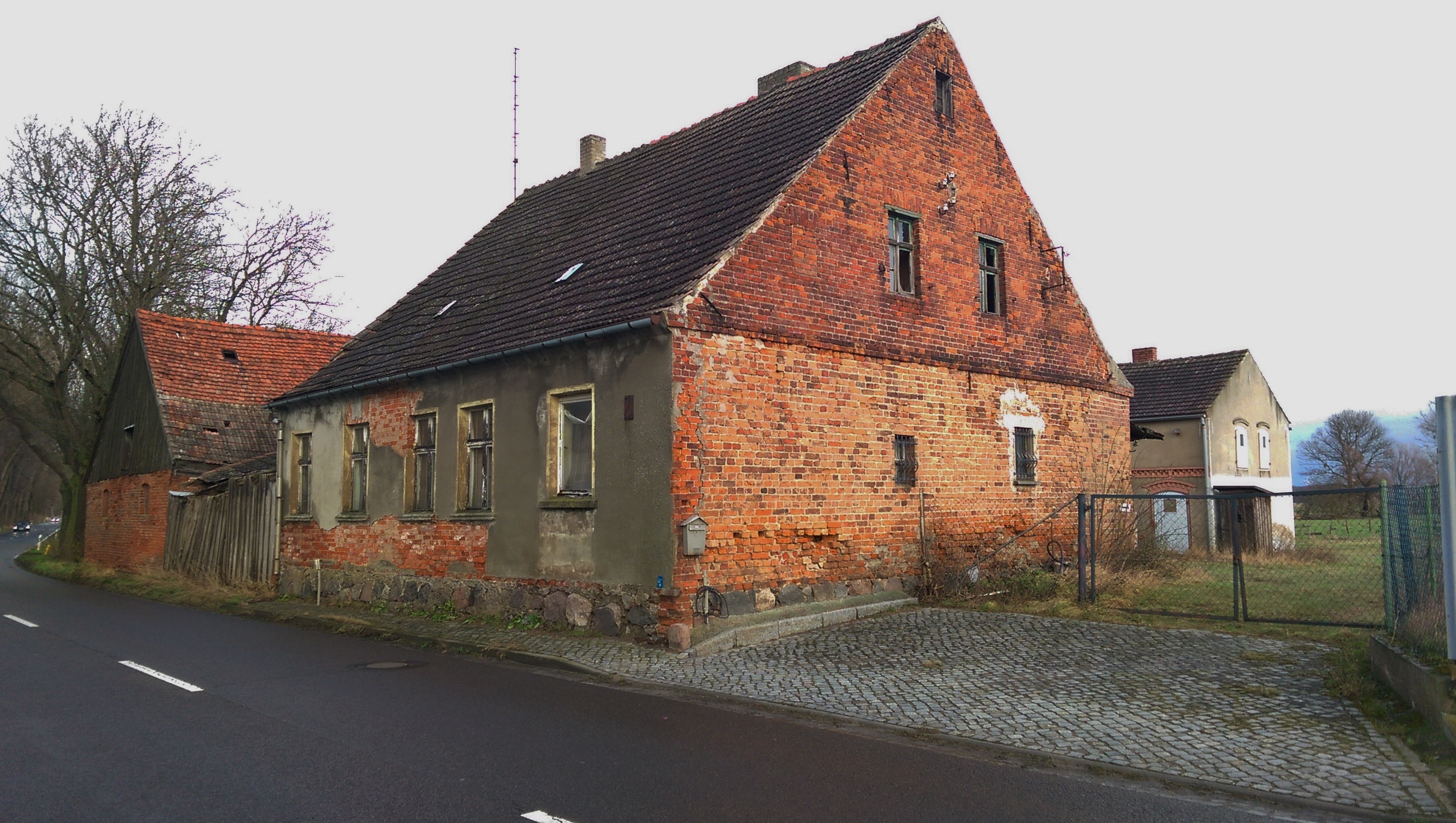
Früheres Zollhaus zwischen Pommern und Brandenburg

Im Jahre 1933 hatte Stendell 342 Einwohner, im Jahre des Kriegsbeginns 1939 zählte man 338 Einwohner. Bis nach dem Zweiten Weltkrieg bildete die Welse die Grenze zwischen den Preußischen Provinzen Brandenburg und Pommern. Bereits um 1900 wurde der Übergang mit einer Betonbrücke befestigt. Diese wurde jedoch in der Nacht zum 26. April 1945 von der deutschen Wehrmacht gesprengt, um die Rote Armee bei ihrem Marsch auf Berlin zu behindern. Um den Übergang über die Welse wieder zu ermöglichen, wurden im nahen Erlenwald Bäume gefällt und als Notübergang in die Welse gelegt. Die 1947 gebaute Holzbrücke versah ihren Dienst über 40 Jahre lang. Nach der Wende war sie dem gestiegenen Verkehrsaufkommen nicht mehr gewachsen und musste durch eine neue Betonbrücke ersetzt werden. Vorher wurde die Straße zwischen der B 166 und dem Ortseingang und zwischen dem Ortsausgang Stendell und Jamikow mit einer Bitumendecke versehen, die Kurven vor der Welse wurden begradigt. Früher war die gesamte Straße, wie in dieser Region üblich, mit Kopfsteinpflaster befestigt. Daneben verlief ein unbefestigter Sommerweg.
1994 wurde nach dem Verlegen einer Trinkwasser- und einer Erdgasleitung sowie eines Elektrokabels mit dem Bau der neuen Dorfstraße begonnen. Zwei Jahre später wurden die Bauarbeiten abgeschlossen.
In den Jahren nach 2000 wurde viel Zeit in den Auf- und Umbau des Gemeindehauses sowie 2001 in eine Notsanierung des Kirchturms investiert. Auch mit Unterstützung des Landkreises, der Deutschen Stiftung Denkmalschutz und der Stiftung KiBa werden seit 2010 der Turm und die Dächer von Schiff und Apsis wiederhergestellt.